# AC Horsens

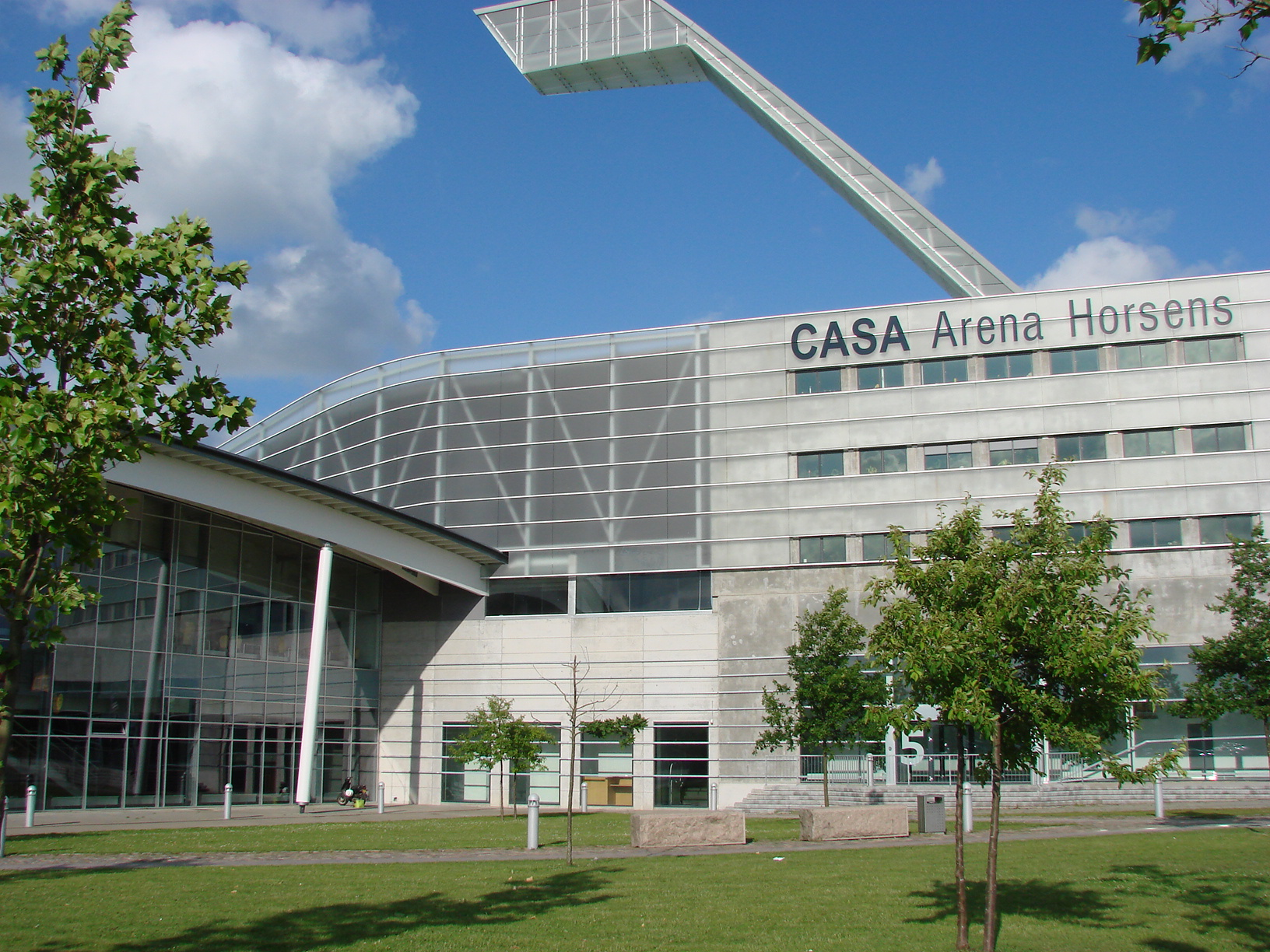
CASA Arena Horsens v r. 2011

AC Horsens (celým názvem Alliance Club Horsens) je dánský fotbalový klub z města Horsens na východě Jutského poloostrova. Vznikl v lednu 1994 sloučením několika týmů. Klubové barvy jsou žlutá a černá. Domácím hřištěm je CASA Arena Horsens s kapacitou 10 000 míst.

## Účast v evropských pohárech
| Soutěž             | Sezóna  | Kolo        | Soupeř           | Doma | Venku | Celkem | Postup  |
| ------------------ | ------- | ----------- | ---------------- | ---- | ----- | ------ | ------- |
| Evropská liga UEFA | 2012/13 | 3. předkolo | IF Elfsborg      | 1:1  | 3:2   | 4:3    | postup  |
| Evropská liga UEFA | 2012/13 | 4. předkolo | Sporting Lisabon | 1:1  | 0:5   | 1:6    | vyřazen |